# Crangon nigricauda
Crangon nigricauda är en kräftdjursart som beskrevs av William Stimpson 1856. Crangon nigricauda ingår i släktet Crangon och familjen Crangonidae. Inga underarter finns listade i Catalogue of Life.